# Gordon Mugi Mahugu
Gordon Mugi Mahugu (* 27. November 1981) ist ein kenianischer Langstreckenläufer.
2000 wurde er Junioren-Weltmeister über 5000 m.
2004 siegte er bei der Corrida de Langueux, 2008 wurde er Zweiter beim Prag-Halbmarathon, und 2010 stellte er beim Vidovdan-Lauf einen Streckenrekord auf.

## Persönliche Bestzeiten
- 3000 m: 7:45,60 min, 21. Juli 2011, Lignano
- 5000 m: 13:17,40 min, 13. Juli 2001, Oslo
- 10.000 m: 27:29,09 min, 24. August 2001, Brüssel
- 10-km-Straßenlauf: 28:11 min, 26. Juni 2010, Brčko
- Halbmarathon: 1:02:23 h, 29. März 2008, Prag